# Thulin Typ G
Thulin G var ett svensktillverkat tungt sjöflygplan som användes av Marinens flygväsende under 1910-talet.
Flygplanet var dubbeldäckat med en flygplanskropp konstruerad i en fackverkskonstruktion i kvadratiskt tvärsnitt. Den övre vingen bars upp av 12 stöttor från undervingen samt 4 stöttor från flygplanskroppen. Radmotorn var monterad i flygplanets nos där det drev en träpropeller. Avgaserna från motorn leddes via ett grenrör som slutade vid övervingens ovansida. Piloten satt i den främre sittbrunnen som var placerad under vingen medan spanaren satt i en sittbrunn bakom vingarna för att medge bra sikt åt sidorna. Som landställ använde flygplanet flottörer.

## Thulin Typ G
Genom insamling av pengar i den Allmänna försvarsföreningen fick Marinens flygväsende medel för att anskaffa fem tyngre och fyra lätta spaningsflygplan. Marinens flygväsende begärde 1915 anbud från AETA och Södertelge Werkstäder på de båda typerna. På grund av första världskriget och den snabba utvecklingen gjorde att Marinens flygväsende blev avvaktande med en beställning. Slutligen i januari 1916 bestämdes att man skulle beställa fyra stycken SAF H 2 och fem Thulin Typ G. 10 juli 1917 sjösattes den första Typ G i Landskrona för vattenprov. Dagen efter genomfördes de första flygproven. Vattenproven visade att flygplanets manöverförmåga på vatten var dålig, och man tvingades konstruera om flottörerna. Flygplanen levererades fram till november 1917 och placerades i Karlskrona, Vaxholm, Landskrona, Hägernäs och Göteborg, där de deltog i neutralitetsvakten och havsövervakning. Flygplan Nr 11 och Nr 12 totalhavererade medan Nr 14 totalförstördes vid branden på Galärvarvet i augusti 1921. Flygplan Nr 15 överlämnades till Statens sjöhistoriska museum som 1934 deponerade flygplanet vid Tekniska museet i Stockholm. Flygplanet har senare överförts till Flygvapenmuseum samlingar.

## Thulin Typ GA
På två Thulin G konstruerade man om motorfundamenten för att passa en 200 hk Curtiss-motor som Thulin lyckades få köpa 1917. Med några mindre modifieringar i övrigt på flygplanen namngavs de som Thulin GA. Under provflygningen med det första flygplanet inträffar ett haveri men skadorna blir inte större än att de kunde repareras. På våren 1918 beställer marinflyget två flygplan som får nummer 16 och 17. Båda flygplanen drabbades av motorproblem och mindre haverier. På försök monterar man in en 200 hk Benz-motor i flygplan 16, men under provflygningen den 10 januari 1921 drabbades man av ett haveri och flygplanet sjönk i Askrikefjärden. Flygplan nummer 17 var inne på Galärvarvet i augusti 1921 när hangarbranden startade. Både flygplan och motor totalförstördes.

## Flygplan i Marinens flygväsende
- Flygbåt 11 (fb 11), Thulin Typ G, augusti 1917 - augusti 1918, totalhaveri
- Flygbåt 12 (fb 12), Thulin Typ G, augusti 1917 - oktober 1920, totalhaveri
- Flygbåt 13 (fb 13), Thulin Typ G, oktober 1917 - januari 1922, kasserad
- Flygbåt 14 (fb 14), Thulin Typ G, oktober 1917 - oktober 1921, hangarbrand
- Flygbåt 15 (fb 15), Thulin Typ G, november 1917 - januari 1922, kasserad, men bevarat som statiskt utställningsflygplan
- Flygbåt 16 (fb 16), Thulin Typ GA, mars 1919 - april 1921, totalhaveri
- Flygbåt 17 (fb 17), Thulin Typ GA, mars 1919 - oktober 1921, hangarbrand